# Circonscriptions législatives des Philippines
Les circonscriptions législatives des Philippines (ou districts législatifs) sont des subdivisions électorales au niveau des provinces et des principales villes qui sont représentées par un député à la Chambre des représentants. Le nombre de circonscriptions par province ou ville est établi sur la base de la taille de leur population. Lors des élections législatives de 2016, il y a 238 circonscriptions.

## Histoire
Les circonscriptions législatives sont mises en place en 1907 par la Commission des Philippines, en même temps que l'Assemblée philippine (qui devient la Chambre des représentants en 1916) sous la période de colonisation américaine de l'archipel. La création de l'Assemblée avait été décidée dès 1902 dans la Loi organique des Philippines, sous conditions cependant : la fin de l'insurrection ainsi qu'un recensement de la population suivi d'au moins deux années de paix sous domination américaine. Ledit recensement est publié en 1905 et les premières élections à l'Assemblée peuvent avoir lieu en 1907.
De 1916 à 1935 existent également douze circonscriptions sénatoriales pour le Sénat, différentes donc des circonscriptions législatives (le Sénat est désormais élu nationalement).

## Nombre de circonscriptions
La Constitution philippines en son sixième article de la section 5 prévoit que les circonscriptions législatives sont « réparties entre les provinces, les villes et l'aire métropolitaine de Manille en fonction de leur nombre respectif d'habitants, et sur la base d'un ratio uniforme et progressif », avec au moins une circonscription par province et par ville de plus de 250 000 habitants. L'article 6 section 5 dispose aussi que les circonscriptions sont attribuées ou ajustées par le Congrès après chaque recensemment.

## Liste des circonscriptions
Source : Chambre des représentants des Philippines.

### Circonscriptions par province
| Liste des circonscriptions par province                             | Nombre de circonscriptions (2016) |
| ------------------------------------------------------------------- | --------------------------------- |
| Circonscription législative de la province d'Abra                   | 1                                 |
| Circonscriptions législatives de la province d'Agusan del Norte     | 2                                 |
| Circonscriptions législatives de la province d'Agusan del Sur       | 2                                 |
| Circonscription législative de la province d'Aklan                  | 1                                 |
| Circonscriptions législatives de la province d'Albay                | 3                                 |
| Circonscription législative de la province d'Antique                | 1                                 |
| Circonscription législative de la province d'Apayao                 | 1                                 |
| Circonscription législative de la province d'Aurora                 | 1                                 |
| Circonscription législative de la province de Basilan               | 1                                 |
| Circonscriptions législatives de la province de Bataan              | 2                                 |
| Circonscription législative de la province de Batanes               | 1                                 |
| Circonscriptions législatives de la province de Batangas            | 6                                 |
| Circonscription législative de la province de Benguet               | 1                                 |
| Circonscription législative de la province de Biliran               | 1                                 |
| Circonscriptions législatives de la province de Bohol               | 3                                 |
| Circonscriptions législatives de la province de Bukidnon            | 4                                 |
| Circonscriptions législatives de la province de Bulacan             | 5                                 |
| Circonscriptions législatives de la province de Cagayan             | 3                                 |
| Circonscriptions législatives de la province de Camarines Norte     | 2                                 |
| Circonscriptions législatives de la province de Camarines Sur       | 5                                 |
| Circonscription législative de la province de Camiguin              | 1                                 |
| Circonscriptions législatives de la province de Capiz               | 2                                 |
| Circonscription législative de la province de Catanduanes           | 1                                 |
| Circonscriptions législatives de la province de Cavite              | 7                                 |
| Circonscriptions législatives de la province de Cebu                | 7                                 |
| Circonscriptions législatives de la province de Compostela Valley   | 2                                 |
| Circonscriptions législatives de la province de Cotabato            | 3                                 |
| Circonscriptions législatives de la province de Cotabato du Sud     | 2                                 |
| Circonscriptions législatives de la province de Davao du Nord       | 2                                 |
| Circonscription législative de la province de Davao du Sud          | 1                                 |
| Circonscription législative de la province de Davao occidental      | 1                                 |
| Circonscriptions législatives de la province de Davao oriental      | 2                                 |
| Circonscription législative de la province de Dinagat Islands       | 1                                 |
| Circonscription législative de la province de Guimaras              | 1                                 |
| Circonscription législative de la province d'Ifugao                 | 1                                 |
| Circonscriptions législatives de la province d'Ilocos Norte         | 2                                 |
| Circonscriptions législatives de la province d'Ilocos Sur           | 2                                 |
| Circonscriptions législatives de la province d'Iloilo               | 5                                 |
| Circonscriptions législatives de la province d'Isabela              | 4                                 |
| Circonscription législative de la province de Kalinga               | 1                                 |
| Circonscriptions législatives de la province de La Union            | 2                                 |
| Circonscriptions législatives de la province de Laguna              | 5                                 |
| Circonscriptions législatives de la province de Lanao del Norte     | 2                                 |
| Circonscriptions législatives de la province de Lanao del Sur       | 2                                 |
| Circonscriptions législatives de la province de Leyte               | 5                                 |
| Circonscription législative de la province de Leyte du Sud          | 1                                 |
| Circonscriptions législatives de la province de Maguindanao         | 2                                 |
| Circonscription législative de la province de Marinduque            | 1                                 |
| Circonscriptions législatives de la province de Masbate             | 3                                 |
| Circonscription législative de la province de Mindoro occidental    | 1                                 |
| Circonscriptions législatives de la province de Mindoro oriental    | 2                                 |
| Circonscriptions législatives de la province de Misamis occidental  | 2                                 |
| Circonscriptions législatives de la province de Misamis oriental    | 2                                 |
| Circonscription législative de la province de Mountain Province     | 1                                 |
| Circonscriptions législatives de la province de Negros occidental   | 6                                 |
| Circonscriptions législatives de la province de Negros oriental     | 3                                 |
| Circonscriptions législatives de la province de Nueva Ecija         | 4                                 |
| Circonscription législative de la province de Nueva Vizcaya         | 1                                 |
| Circonscriptions législatives de la province de Palawan             | 3                                 |
| Circonscriptions législatives de la province de Pampanga            | 4                                 |
| Circonscriptions législatives de la province de Pangasinan          | 6                                 |
| Circonscriptions législatives de la province de Quezon              | 4                                 |
| Circonscription législative de la province de Quirino               | 1                                 |
| Circonscriptions législatives de la province de Rizal               | 4                                 |
| Circonscription législative de la province de Romblon               | 1                                 |
| Circonscriptions législatives de la province de Samar               | 2                                 |
| Circonscriptions législatives de la province de Samar du Nord       | 2                                 |
| Circonscription législative de la province de Samar oriental        | 1                                 |
| Circonscription législative de la province de Sarangani             | 1                                 |
| Circonscription législative de la province de Siquijor              | 1                                 |
| Circonscriptions législatives de la province de Sorsogon            | 2                                 |
| Circonscriptions législatives de la province de Sultan Kudarat      | 2                                 |
| Circonscriptions législatives de la province de Sulu                | 2                                 |
| Circonscriptions législatives de la province de Surigao del Norte   | 2                                 |
| Circonscriptions législatives de la province de Surigao del Sur     | 2                                 |
| Circonscriptions législatives de la province de Tarlac              | 3                                 |
| Circonscription législative de la province de Tawi-Tawi             | 1                                 |
| Circonscriptions législatives de la province de Zambales            | 2                                 |
| Circonscriptions législatives de la province de Zamboanga del Norte | 3                                 |
| Circonscriptions législatives de la province de Zamboanga del Sur   | 2                                 |
| Circonscriptions législatives de la province de Zamboanga Sibugay   | 2                                 |

### Circonscriptions par ville
| Liste des circonscriptions par ville                    | Nombre de circonscriptions (2016) |
| ------------------------------------------------------- | --------------------------------- |
| Circonscription législative de Bacolod                  | 1                                 |
| Circonscription législative de Baguio                   | 1                                 |
| Circonscription législative de Biñan                    | 1                                 |
| Circonscriptions législatives de Cagayan de Oro         | 2                                 |
| Circonscriptions législatives de Caloocan               | 2                                 |
| Circonscriptions législatives de Cebu City              | 2                                 |
| Circonscriptions législatives de Davao City             | 3                                 |
| Circonscription législative d'Iligan                    | 1                                 |
| Circonscription législative d'Iloilo City               | 1                                 |
| Circonscription législative de Lapu-Lapu                | 1                                 |
| Circonscription législative de Las Piñas                | 1                                 |
| Circonscription législative de Muntinlupa               | 1                                 |
| Circonscriptions législatives de Makati                 | 2                                 |
| Circonscription législative de Malabon                  | 1                                 |
| Circonscription législative de Navotas                  | 1                                 |
| Circonscription législative de Mandaluyong              | 1                                 |
| Circonscriptions législatives de Manille                | 6                                 |
| Circonscriptions législatives de Marikina               | 2                                 |
| Circonscriptions législatives de Parañaque              | 2                                 |
| Circonscription législative de Pasay                    | 1                                 |
| Circonscription législative de Pasig                    | 1                                 |
| Circonscriptions législatives de Quezón City            | 6                                 |
| Circonscription législative de San Jose del Monte       | 1                                 |
| Circonscription législative de San Juan (Grand Manille) | 1                                 |
| Circonscription législative de Taguig                   | 1                                 |
| Circonscription législative de Pateros-Taguig           | 1                                 |
| Circonscriptions législatives de Zamboanga City         | 2                                 |